# Кам'янка попеляста

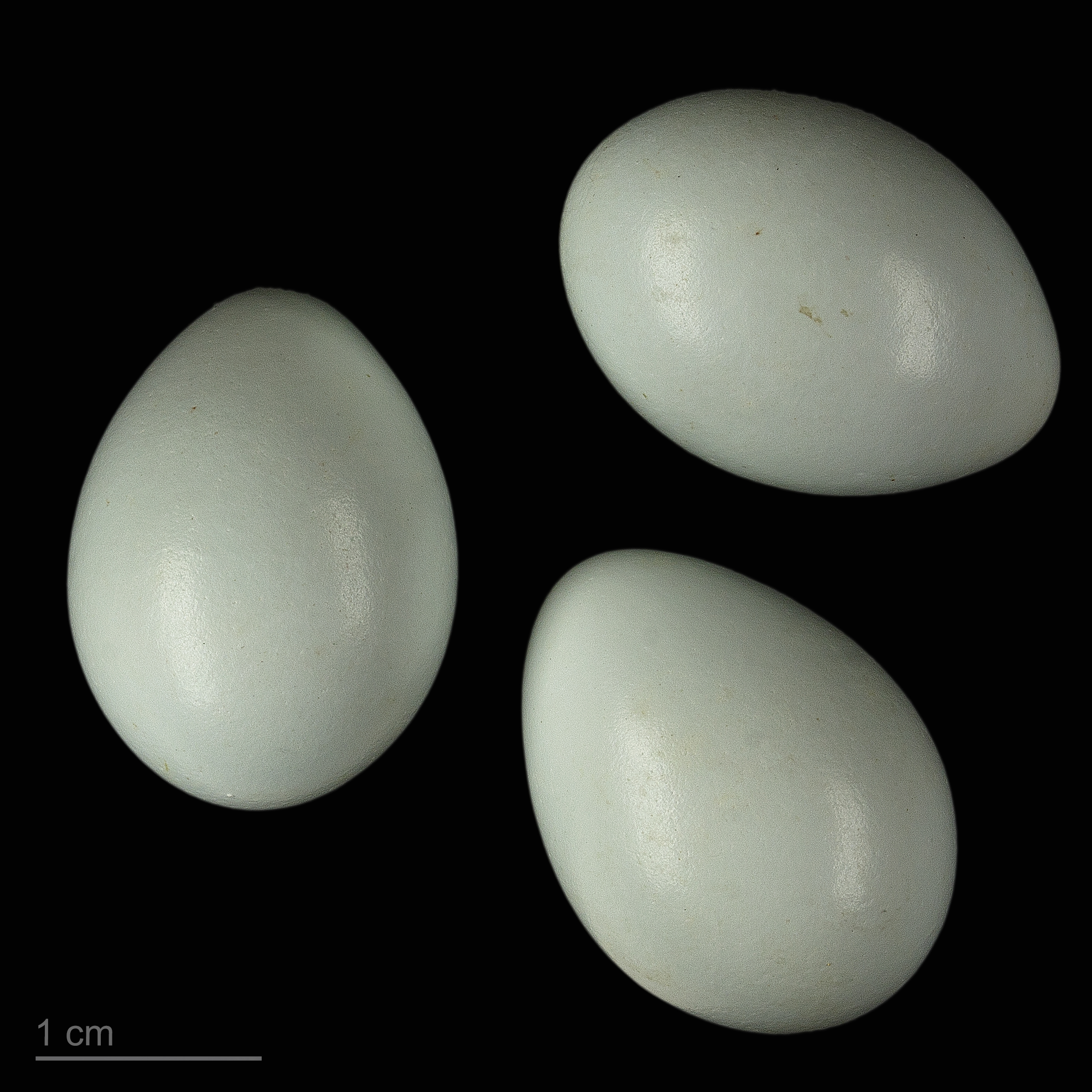
яйце Oenanthe isabellina - Тулузький музей

Кам'янка попеляста (Oenanthe isabellina) — вид птахів роду Кам'янка з родини мухоловкових.

## Опис
Загальна довжина становить 15-18 см при вазі 22-38 г. Голова порівняно з іншими видами свого роду велика. Довжина крила 8,9-10,6 см, розмах крил — 28-32 см. Ноги довгі.
Забарвлення у самця і самки подібне, світле сірувато-охристе. Пахвові пір'я і нижні криючі крила білі, зазвичай з сірими плямочками. Найтемніше місце на крилі — крильце. Самці зазвичай відрізняються від самок більш чіткою темною вуздечкою, але у деяких самок вуздечка теж досить темна. Сезонні зміни забарвлення несуттєві. Молоді особини темніше дорослих, зверху у них темні і світло-охристі пестрини, на грудях присутній бурий лускатий малюнок. Хвіст у всіх нарядах має широку темно-бурого кольору вершинну смугу, що займає близько половини довжини хвоста.

## Спосіб життя
Населяє відкриті пустельні і степові райони з щільним ґрунтом і розрідженою трав'янистою рослинністю. В горах піднімається до висот 1450—3200 м над рівнем моря. Воліє місцевості колоніального існування ховрахів і бабаків. Водночас уникає сипучих пісків і скель. На перельотах відвідує лише відкриті простори. Часто приймає вертикальну позу. Пересувається землею бігцем.
Співає на землі, в повітрі, злітаючи на висоту кількох метрів і пурхаючи на напівопущених крилах з розкритим хвостом в своєрідному танку-польоті. Пісня різноманітна, складається з трелей, скрипів, булькання, а також з чистих свистів, може включати запозичені звуки з репертуару різних птахів, ховрахів, бабаків, може копіювати голос віслюка і «механічні» звуки. Найбільш активно співає вранці і ввечері. Вважається одним з найкращих степових співаків. Крик тривоги — як у звичайної кам'янки: «чек, чек …», «чк, чк …», «хіт-чек-чек».
Живляться комахами, насамперед жуками, сарановими, мурашками, а також мокрицями, багатоніжками, павуками, кліщами, іноді дрібними ящірками.
Навесні прилітає на початку березня поодинці або розрізненими групами по 10-15 птахів, основний проліт відбувається в квітні, коли птахи з'являються в горах. Осіння міграція починається наприкінці липня. Основна маса птахів відлітає в серпні, останні тягнуться до початку-середини жовтня.
Гніздяться найбільш охоче в порожніх норах гризунів або щурок. Гніздо буває глибоко, від 95 до 310 см від входу. Рідше гнізда бувають у порожнинах між камінням, глинистих розломах, тріщинах будівель з глини. Гніздо будує самиця в присутності самця, тягає багато матеріалу і воно виходить громіздке, переважно з трави, вистилки з волосся, пір'я і, іноді, рослинного пуху і волокон бавовни. Кладка в 4-7 (зазвичай 5) яєць білого кольору відкладається в середині квітня — на початку липня. Протягом 12-15 днів насиджує лише самка. Вигодовують пташенят обоє батьків. З'являються з середини травня по кінець липня. На рівнинах два виводка в сезон, в горах місцевості тільки один.

## Поширення
Розповсюджена від Середземномор'я до південно-східного Китаю. В більшості місць гніздування численна. В Україні гніздовий, перелітний птах. У середині серпня або на початку вересня птахи мігрують на зимівлю в Східну Африку, Аравію і на північний захід Індії